# Fredrik Larsson (Rennfahrer)

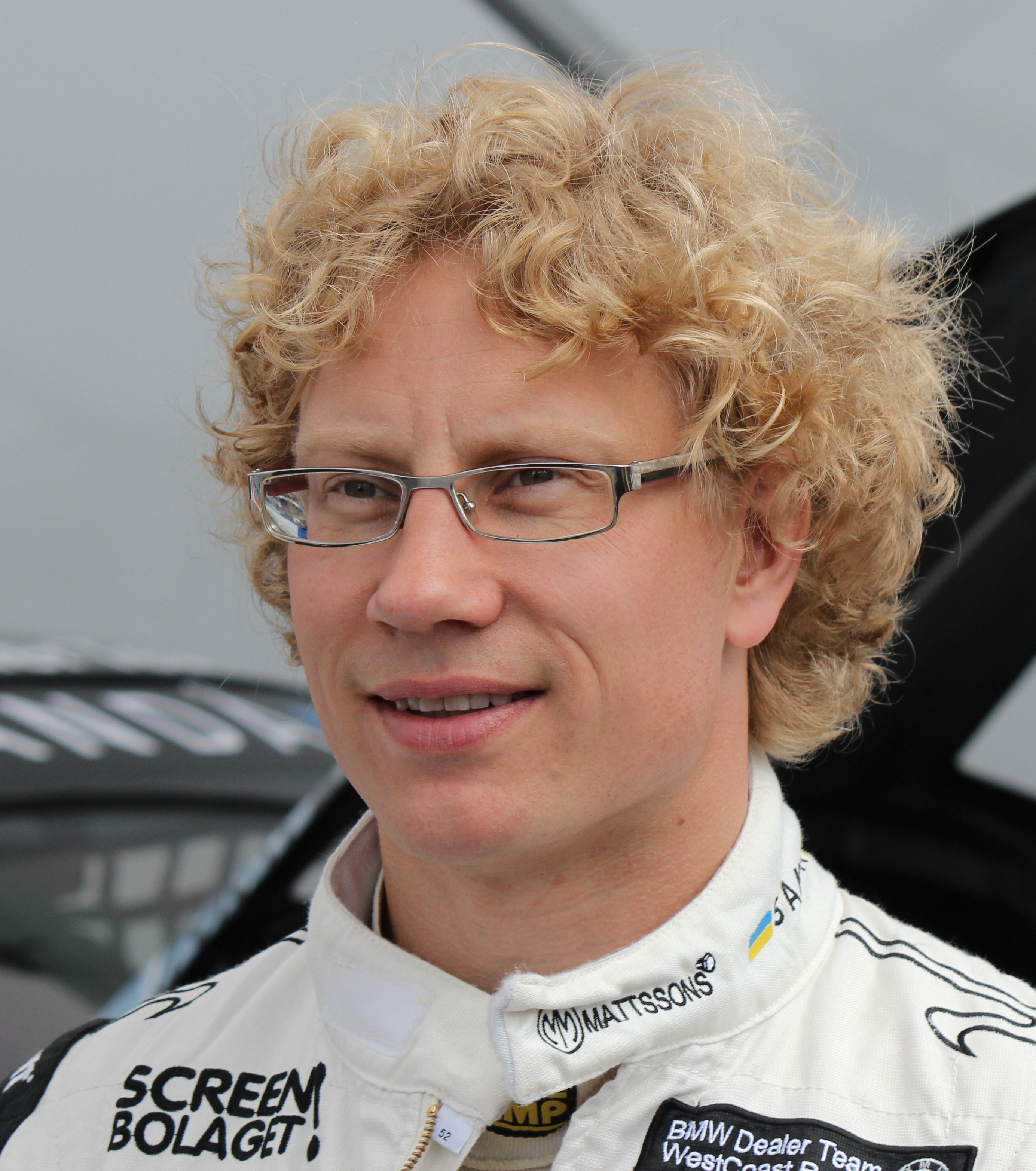
Fredrik Larsson (2012)

Fredrik Larsson (* 3. September 1976) ist ein ehemaliger schwedischer Automobilrennfahrer.

## Karriere

### Kart- und Formelsport
Fredrik Larsson fuhr 1991 und 1992 in schwedischen und europaweiten Kartserien und gewann in den beiden Jahren das Gunnar Nilsson Memorial-Kartrennen.
In der Saison 1994 startete er in der Formel Ford Schweden Junior und gewann mit acht Siegen in zehn Rennen den Meistertitel. 1995 und 1996 trat er in der Barber Dodge Pro Series an und wurde im zweiten Jahr in dieser Rennserie Meister. Im folgenden Jahr fuhr er in der Indy Lights Meisterschaft, die er mit dem 12. Platz im Gesamtklassement beendete.

### Tourenwagen- und GT-Motorsport
Bereits 1997 ging er parallel zu seinen Indy-Lights-Rennen in der Schwedischen Tourenwagen-Meisterschaft (STCC) zu zwei Rennen an den Start. Später startete er von 2013 bis 2015 mit einem BMW Silhouette Replica in der Nachfolgeserie Skandinavische Tourenwagen-Meisterschaft und wurde 2014 Zweiter und 2015 Dritter in der Meisterschaft.
1998 fuhr er zwei Rennen im Camaro Cup Sweden und 1999 in der Renault Sport Clio Trophy.
Nach einer mehrjährigen Pause stieg er erst 2009 wieder in den Motorsport ein und trat 2009, 2010 und 2016 im Porsche Carrera Cup Skandinavien an. Dort wurde er in den ersten beiden Jahren Dritter und Zweiter in der Meisterschaft. In seiner letzten Saison im Markenpokal gewann er den Meistertitel.
In der ADAC GT Masters startete er 2011 an drei Rennwochenenden für das Team West Coast Racing mit einem BMW Z4 GT3.
Für das Team Need for Speed Team Schubert startete er 2011 mit einem BMW Z4 GT3 beim 24-Stunden-Rennen auf dem Nürburgring – konnte das Rennen jedoch nicht beenden.
In der Saison 2012 fuhr er mit einem BMW Silhouette Replica für West Coast Racing in der schwedischen TTA-Racing Elite League-Rennserie und wurde Vierter in der Gesamtwertung.
2010, 2011 und von 2016 bis 2018 fuhr er in der GTA-Wertung in der Swedish GT Series. 2016 gewann er auf einem Porsche 911 GT3 Cup (Typ 991) und im Folgejahr mit einem Ferrari 488 GT3 die Meisterschaft.